# Месилот
Месилот (ивр. מסילות‎; буквально «тропы») — кибуц на севере Израиля. Расположен в долине Бейт-Шеан, недалеко от города Бейт-Шеан. Входит в состав регионального совета Эмек-ха-Мааянот. В 2020 году население составляло 433 человека.

## История
Община была первоначально сформирована как городской кибуц в Гиват-Михаэль недалеко от Нес-Ционы репатриантами из Польши (членами группы «Ба-Месила», от которой кибуц и получил свое название) и из Болгарии (члены группы «Болгария — Тель-Хай»)), причем обе группы принадлежали к движению «Ха-шомер ха-цаир».
Сам кибуц был основан 22 декабря 1938 года по тактике «Стена и башня». Во время войны за независимость кибуц подвергся бомбардировке иракским самолётом, один член кибуца погиб и несколько человек получили ранения.
16 апреля 1957 года двое охранников кибуца были убиты палестинскими террористами с Западного берега реки Иордан, тогда входившего в состав Иордании.
В 2014 году в кибуце был обнаружен тайник с оружием еврейского подполья (более 50 ружей и гранат), который пролежал там более 70 лет.

## Население
По данным Центрального статистического бюро Израиля, население на начало 2020 года составляло 433 человека.